# Дольчи, Антонио
Антонио Дольчи (итал. Antonio Dolci; 29 августа 1798, Бергамо — 17 ноября 1869, Бергамо) — итальянский пианист и музыкальный педагог.

## Биография

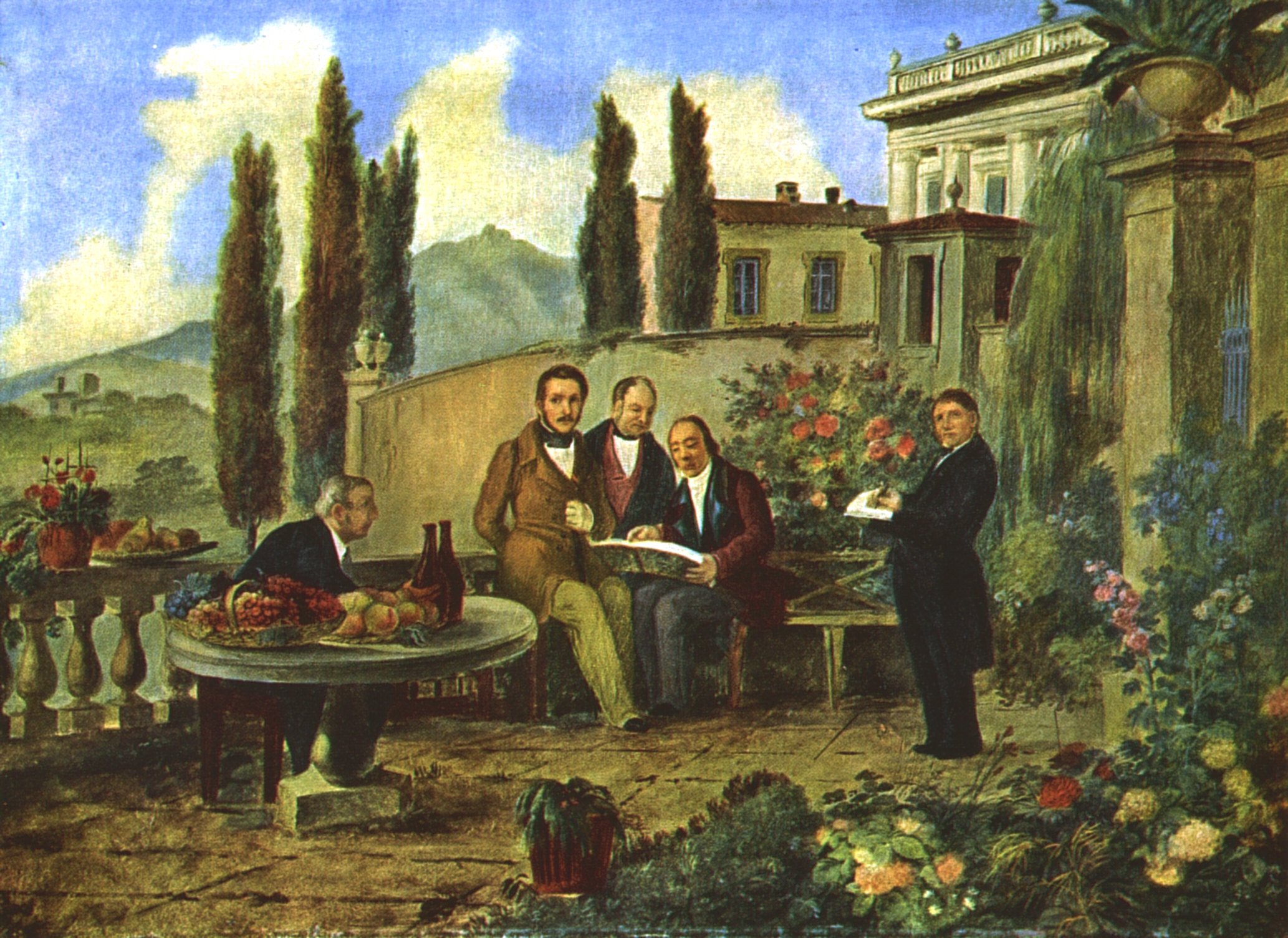
Бергамо, 1840 год. Слева направо: Луиджи Беттинелли, Гаэтано Доницетти, А. Дольчи, Симон Майр, Луиджи Делейди

Антонио Дольчи родился 29 августа 1798 года в городе Бергамо.
Соученик Гаэтано Доницетти по Благотворительной музыкальной школе Симона Майра; вместе с самим Доницетти и тремя другими учениками выведен под своим именем в опере-пастише Майра «Маленький композитор» (итал. II piccolo compositore di musica; 1811), поставленной силами учащихся. 
В дальнейшем на протяжении многих лет переписывался с Доницетти, делившимся с Дольчи впечатлениями о своей музыкальной карьере; известно также, что Дольчи регулярно читал вслух своему учителю Майру, ослепшему в старости.
В дальнейшем был пианистом оперного театра в Бергамо, в 1830—1866 гг. органист собора Санта-Мария-Маджоре. Одновременно в 1831—1866 гг. преподавал в Музыкальном институте Бергамо (среди его учеников были, в частности, Анджело Маскерони и Луиджи Логедер).
Антонио Дольчи умер 17 ноября 1869 года в родном городе.